# Трансгабонська залізниця

Трансгабонська залізниця — єдина залізниця в Габоні. Довжина складає — 669 км, залізниця тягнеться від порту Овендо (південно-західне передмістя Лібревіля) до Франсвілю. На ній розташовані 23 станції.

## Історія
План по створенню залізниці в Габоні з'явився ще в 1885 році, однак його не реалізували. Перші дослідження місцевості для майбутньої залізничної лінії були проведені в 1968 році, виділення коштів на будівництво затверджено в 1973, а саме будівництво розпочалося наступного року.
Перша ділянка залізниці від Овендо до Ндьоле відкрилася в 1978 році, наступні ділянки будувалися і починали експлуатуватися до грудня 1986 року. Вартість будівництва залізниці набагато перевищила рамки запланованого бюджету і ледь не привела країну на межу банкрутства. Останню ділянка до Франсвіля відкрили в 1987 році.
Найважливіші інженерні споруди Трансгабонської залізниці — тунель Джаквілль довжиною 278 метрів, віадук над болотистою місцевістю біля річки Абанг, міст у місці злиття річок Огове і Івіндо.

## Перевезення
У 2001 році по Трансгабонській залізниці було перевезено 3 мільйони тонн вантажів і 280 000 пасажирів.

## Цікаві факти
- Трансгабонська залізниця — єдина залізниця в Центральній Африці, побудована не в колоніальні часи.
- Трансгабонська залізниця перетинає річку Огове п'ять разів.
- Перевезення пасажирів здійснюється лише три дні на тиждень.

## Список станцій
- Овендо — 0-й кілометр
- Нтум — 35 км
- Андем — 57 км
- М'Бел — 85 км
- Оям — 118 км
- Абанга −148 км
- Ндьоле — 182 км
- Алембе — 202 км
- Отумбі — 226 км
- Біссуна — 244 км
- Айем — 267 км
- Лопе — 290 км
- Оффуе — 312 км
- Буе — 338 км
- Івіндо — 375 км
- Муябі — 411 км
- Мілоле — 448 км
- Ластурвіль — 484 км
- Думе — 514 км
- Ліфута — 549 км
- Мбунгу-Мбадума — 584 км
- Моанда — 619 км
- Франсвіль — 669 км